# 傳播部 (聖座)
傳播部是羅馬教廷的部會之一。教宗方濟各於2015年6月27日以自動手諭型態發布的宗座信函《當前的大眾傳播》（英語：The current context of communications）成立傳播秘書處。該秘書處於2018年6月23日升格，成為聖座的部會。

## 簡介
傳播部負責管理梵蒂岡城國以及羅馬教廷對外的所有大眾傳播媒介，並將羅馬教廷既有的各個出版機構及傳播媒體都納入其管轄下。包括：聖座新聞室、梵蒂岡互聯網、梵蒂岡廣播電台、梵蒂岡電視中心、《羅馬觀察報》、梵蒂岡印刷所、梵蒂岡攝影部門和梵蒂岡出版社。
設立之時，傳播秘書處的辦公室位於梵蒂岡電台的庇護大樓内。現任部長是保祿·魯菲尼，他是首位非神職人員的部長。

## 成員
傳播部的成員如下：
| 姓名                                              | 聖職                                   | 委任日期      |
| ------------------------------------------------- | -------------------------------------- | ------------- |
| 貝沙拉·布特羅斯·拉伊樞機                          | 馬龍尼禮天主教安提約基雅宗主教區宗主教 | 2016年7月13日 |
| 若望·恩居埃樞機                                   | 內羅畢總教區總主教                     | 2016年7月13日 |
| 希布利·朗格盧瓦樞機                               | 萊凱教區主教                           | 2016年7月13日 |
| 嘉祿·波樞機                                       | 仰光總教區總主教                       | 2016年7月13日 |
| 良納·桑德里樞機                                   | 聖座東方教會部部長                     | 2016年7月13日 |
| 本雅明·斯泰拉樞機                                 | 聖座聖職部部長                         | 2016年7月13日 |
| 前田萬葉樞機                                      | 大阪總教區總主教                       | （不明）      |
| 德莫·瑪爾定總主教                                 | 都柏林總教區總主教                     | 2016年7月13日 |
| 金塔拉斯·格魯沙斯總主教                           | 維爾紐斯總教區總主教                   | 2016年7月13日 |
| 才祿·塞梅拉羅主教                                 | 阿爾巴諾羅馬城郊教區主教               | 2016年7月13日 |
| 達尼老·拉朗納主教                                 | 蓬圖瓦茲教區主教                       | 2016年7月13日 |
| 阮文坎主教                                        | 美湫教區主教                           | 2016年7月13日 |
| 熱奈西斯·雷蒙·加爾西亞-貝爾特蘭主教               | 瓜迪克斯教區主教                       | 2016年7月13日 |
| 奴諾·布拉斯-達-施維亞-馬爾廷斯主教                | 豐沙爾教區主教                         | 2016年7月13日 |
| 金·丹妮爾斯（Kim Daniels）                        | （無）                                 | 2016年7月13日 |
| 馬爾庫斯·舍希特爾                                 | （無）                                 | 2016年7月13日 |
| 萊蒂西亞·索韋龍-邁內羅（Leticia Soberón Mainero） | （無）                                 | 2016年7月13日 |

## 外部鏈結
- 聖座傳播部官方網站 （英語和義大利語）